# القرنا
ال قرناع یک منطقهٔ مسکونی در یمن است که در استان ابین واقع شده‌است.